# Chicomecoatl

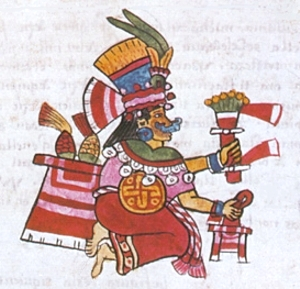
Chicomecoatl – ilustracja z Kodeksu Maglabecchiano, XV w.

Chicomecoatl, Chicomecōātl (nah. „siedem węży”) – w mitologii Azteków jedno z kilku bóstw pożywienia, w szczególności młodej, zielonej kukurydzy oraz płodności, żeński odpowiednik boga Centeotla. Niekiedy utożsamiana z Coatlicue.
Niekiedy była nazywana Xilonen (nah. „Ta, porośnięta włosami” lub „Ta, która spaceruje niczym młoda kukurydza”), nazwa ta miała opisywać wygląd właśnie zerwanej kolby kukurydzy która wypuszcza szereg drobnych kłosków przypominających owłosienie. W tej postaci uważana była za żonę Tezcatlipoki.
Święto Xilonen obchodzono w chwili, gdy spadły już deszcze, a z użyźnionej ziemi wykiełkowały pierwsze sadzonki kukurydzy. Wybierano młodą dziewczynę, pilnie strzeżoną przez inne kobiety. W czasie barwnego pochodu ze śpiewami i tańcami tancerki niosły girlandy wonnych kwiatów, a mężczyźni łodygi młodej kukurydzy. Roztańczony tłum prowadził wybrankę do sanktuarium Centeotla. Kapłan wnosił ją na własnych plecach na szczyt piramidy, gdzie ucinano jej głowę i wyrywano serce. Dopiero po spełnieniu ofiary można było jeść placki z młodej, zielonej kukurydzy.
Później, przy właściwych żniwach, oddawano cześć bogini Chicomecoatl (7 Wąż), patronce urodzaju i dojrzałej kukurydzy. Składano jej ofiary z młodych kobiet podczas obchodzonego w czasie dojrzewania kukurydzy święta plonów Ochpaniztli, poświęconego także bogini Tlazolteotl. Ofiarę pozbawiano głowy, a jej krwią skrapiano posąg Chicomecoatl, następnie prowadzący uroczystość kapłan przywdziewał skórę poświęconej kobiety.
Chicomecoatl przedstawiano z pomalowaną na czerwono twarzą, zwykle trzymającą w ręku kolby kukurydzy oraz przedmiot przypominający kołatkę, służący przypuszczalnie do celów religijnych. Czasami przedstawiano ją jako boginię-matkę ze słoneczną tarczą lub rzadziej jako kobietę przynoszącą śmierć w swoich objęciach.